# Ras al-Bassit
Ras al-Bassit (en árabe: رأس البسيط ) es un pequeño cabo situado a 53 kilómetros (33 millas) al norte de Latakia, en el país asiático de Siria, específicamente en el Mar Mediterráneo. El cabo es un destino turístico popular y la línea de costa es inusual por sus distintivas playas de arena negra.

## Yacimiento arqueológico
En su entorno se encuentra un yacimiento arqueológico. Las excavaciones dirigidas por el arqueólogo francés Pablo Courbin entre 1971 y 1984 revelaron un pequeño asentamiento de la Edad de Bronce tardía, cuando puede haber funcionado como un puesto de control de Ugarit, en el sur. En el año 2000 se retomaron las excavaciones en el yacimiento.
En la época clásica era el emplazamiento de la colonia griega de Posideo (en griego, Ποσιδήιον), situada entre los puertos de Seleucia y Laodicea. Según relata Heródoto, se creía que había sido fundada por Anfíloco después de la guerra de Troya. El historiador añade que se encontraba en la frontera entre cilicios y sirios, y que se encontraba entre los territorios que rendían tributo al rey persa Darío I.
La ciudad continuó estando ocupada en época helenística y romana y vivió un periodo de auge y prosperidad entre los siglos III y VI.   
En relación con este último periodo de prosperidad destaca el hallazgo de los restos de una basílica paleocristiana de tres naves de los siglos V-VI.